# 漁獲可能量
漁獲可能量（ぎょかくかのうりょう、英語: Total allowable catch、TAC）または総漁獲可能量とは、水産資源の維持のため特定の魚種ごとに捕獲できる総量を定めたものである。

## 概要
1982年に国連で国連海洋法条約が採択されると、翌1983年に日本も同条約に署名した。さらに1994年にこの条約が発効すると、日本は1996年に同条約の批准を行い、これを受けて海洋生物資源の保存及び管理に関する法律（TAC法）が成立、TAC制度の導入が始った。
「海の憲法」と言われる国連海洋法条約では、沿岸国に対して排他的経済水域を設定する権利を与え資源の利用権を認めている。それと同時に締結国はその水域における生物資源の保存・管理措置をとる義務を課されることとなった。
TAC法は2020年12月1日に廃止され、改正漁業法に移行した。

## 漁獲量管理の手法
- 非個別割当方式 - 漁獲可能量を漁業者に割り当てず、漁獲量の合計が上限に達した時点で操業を停止させる方式。オリンピック方式またはダービー方式ともいう。早獲り競争となり、小形魚まで取りつくしてしまう欠点がある。先進国では日本のみ採用[1][2][3]。
- 個別割当方式（IQ（individual quota）） - 漁業者や漁船ごとに漁獲量を割り当てる方式。イギリス、スペインなど[1][3]。
  - 譲渡性個別割当方式（英語版）（ITQ（individual transferable quota）） - IQ方式のうち、漁獲量の過剰分または不足分を他の漁業者へ譲渡できる方式。特定の漁業者に割当量が集中するおそれがある。アメリカ、ノルウェー、アイスランドなど[1][3]。

## 日本の漁獲管理
日本では漁獲可能量（TAC）を定めて漁獲量がその数量を上回らないように管理している。当初TAC魚種として7魚種が設定され、2017年にクロマグロが追加され8魚種となった。
対象魚種
- クロマグロ
- サンマ
- スケトウダラ
- マアジ
- マイワシ
- マサバおよびゴマサバ
- スルメイカ
- ズワイガニ

選定基準
- 漁獲量が多く、国民生活上で重要な魚種
- 資源状態が悪く、緊急に管理を行うべき魚種
- 日本周辺で外国人により漁獲されている魚種

漁獲可能量は水産庁が水産総合研究センター、大学、各都道府県の水産試験場などの研究者を集め、水産資源の研究・調査の成果を協議して国全体の魚種ごとの漁獲可能量を決定し、その全体量が各都道府県に配分される。漁獲可能量の設定は、生物学的許容漁獲量（ABC）がベースとなっているが、漁業者の経営状況等も配慮される。海洋生物資源の保存及び管理に関する基本計画の改定は毎年行われている。
TACは漁業規模や漁業種類に応じて大臣管理漁業と知事管理漁業に区別される。大臣管理として漁業団体が漁獲総量を把握し、知事管理としては都道府県庁がその責務を担っている。
現在全国の漁業協同組合からの漁獲量を把握するために、水産庁は「漁獲管理情報処理システム」を1997年より稼動させた。主要な漁業団体及び漁協と都道府県庁に端末を設置して、漁獲量を電子データとして農林水産省の外郭団体である漁業情報サービスセンター（JAFIC）に収集、データベース化を図っている。